# Giacinta Johnson
Giacinta Johnson ('Jinx') is een personage uit de James Bond-film Die Another Day (2002), vertolkt door actrice Halle Berry.
Jinx is een NSA-agent die is aangewezen Noord-Koreaanse agent Zao te vermoorden, die in de Alvarez-kliniek in Cuba gen-vervangingstherapie ondergaat. De nacht voordat ze Zao wil doden, heeft ze een one-night-stand met James Bond, die ook achter Zao aanzit. De twee kruisen hun paden weer in de kliniek terwijl ze achter Zao aan zitten.
Nadat ze heeft toegegeven een NSA-agent te zijn, wisselen de twee  informatie uit en besluiten ze samen te werken, ondanks ruzie bij MI6 en de NSA.
Het lukt hen samen de missie te volbrengen. Ze brengen verslag uit en genieten van elkaar in een afgelegen plek tot ze weer gevonden worden.